# Mandevilla moricandiana
Mandevilla moricandiana là một loài thực vật có hoa trong họ La bố ma. Loài này được (A.DC.) Woodson mô tả khoa học đầu tiên năm 1933.

## Hình ảnh

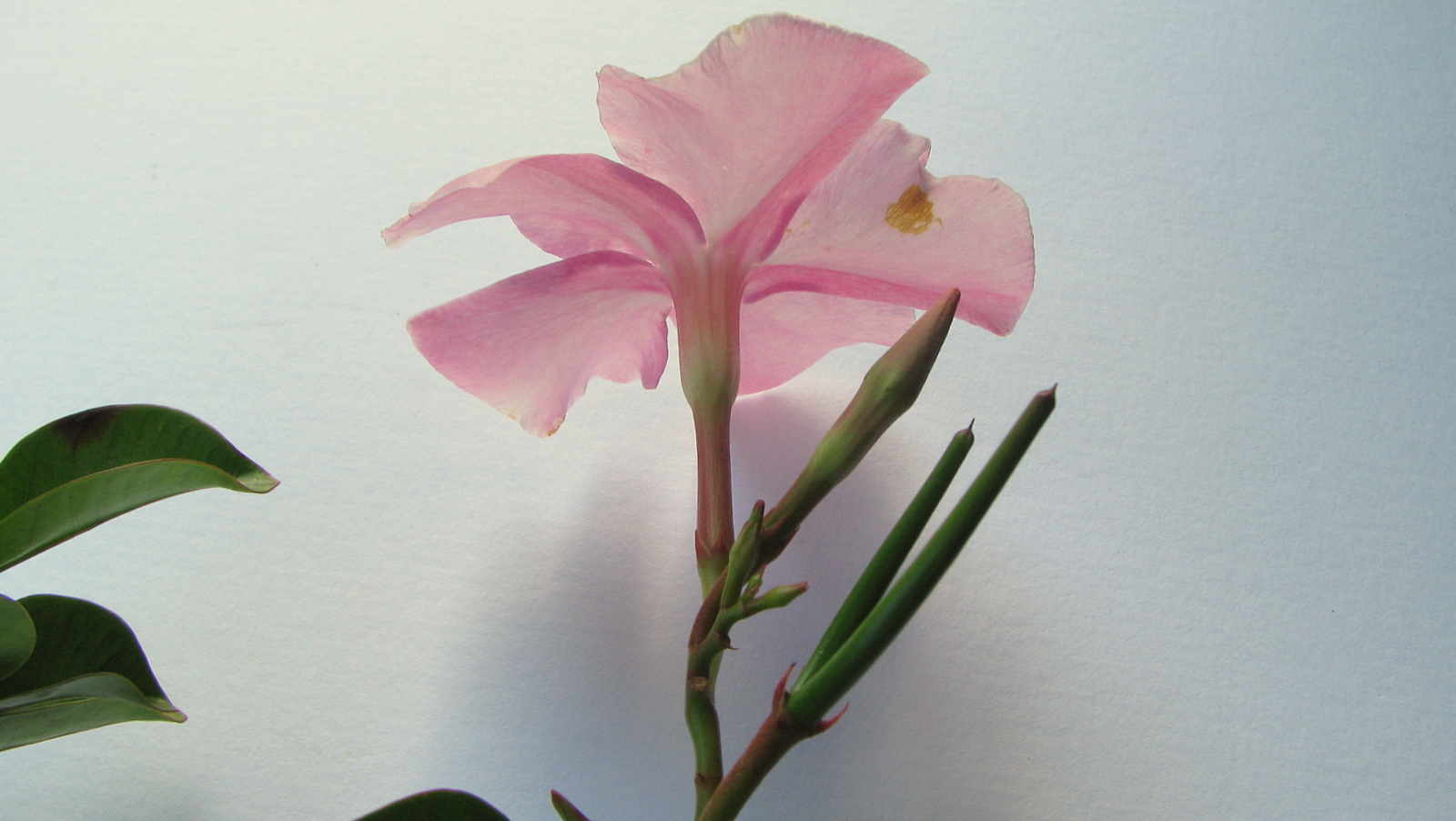
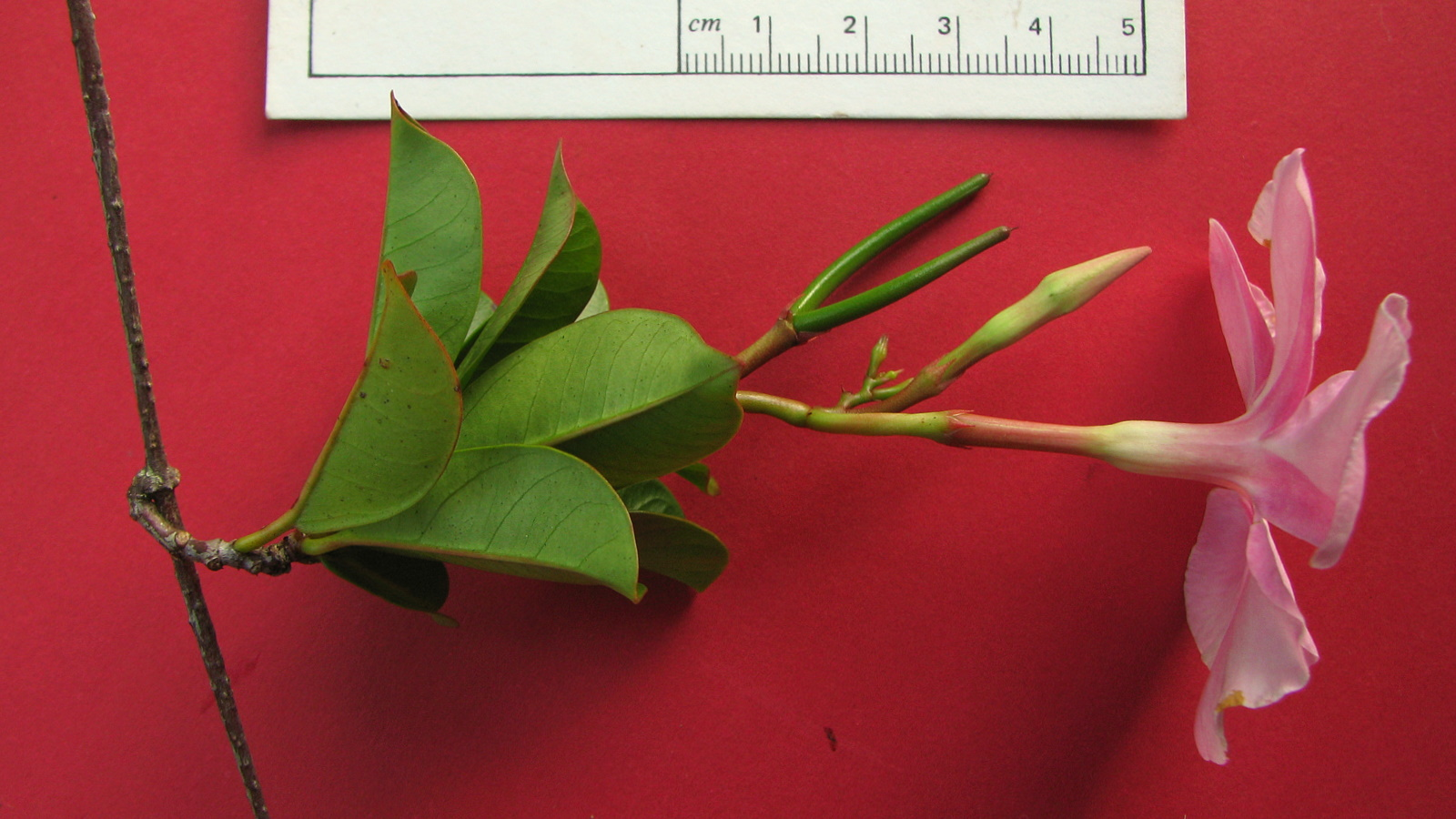
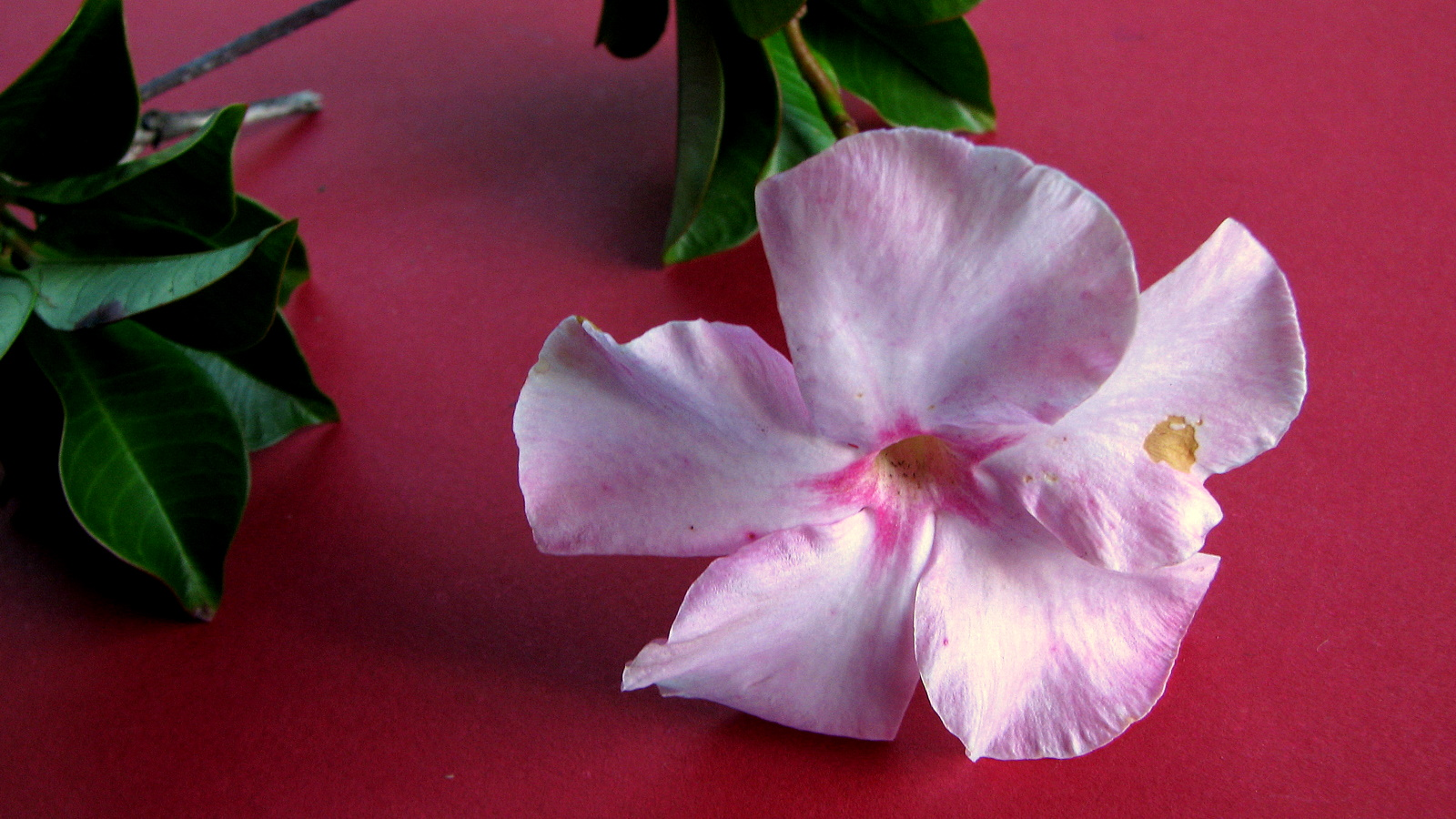
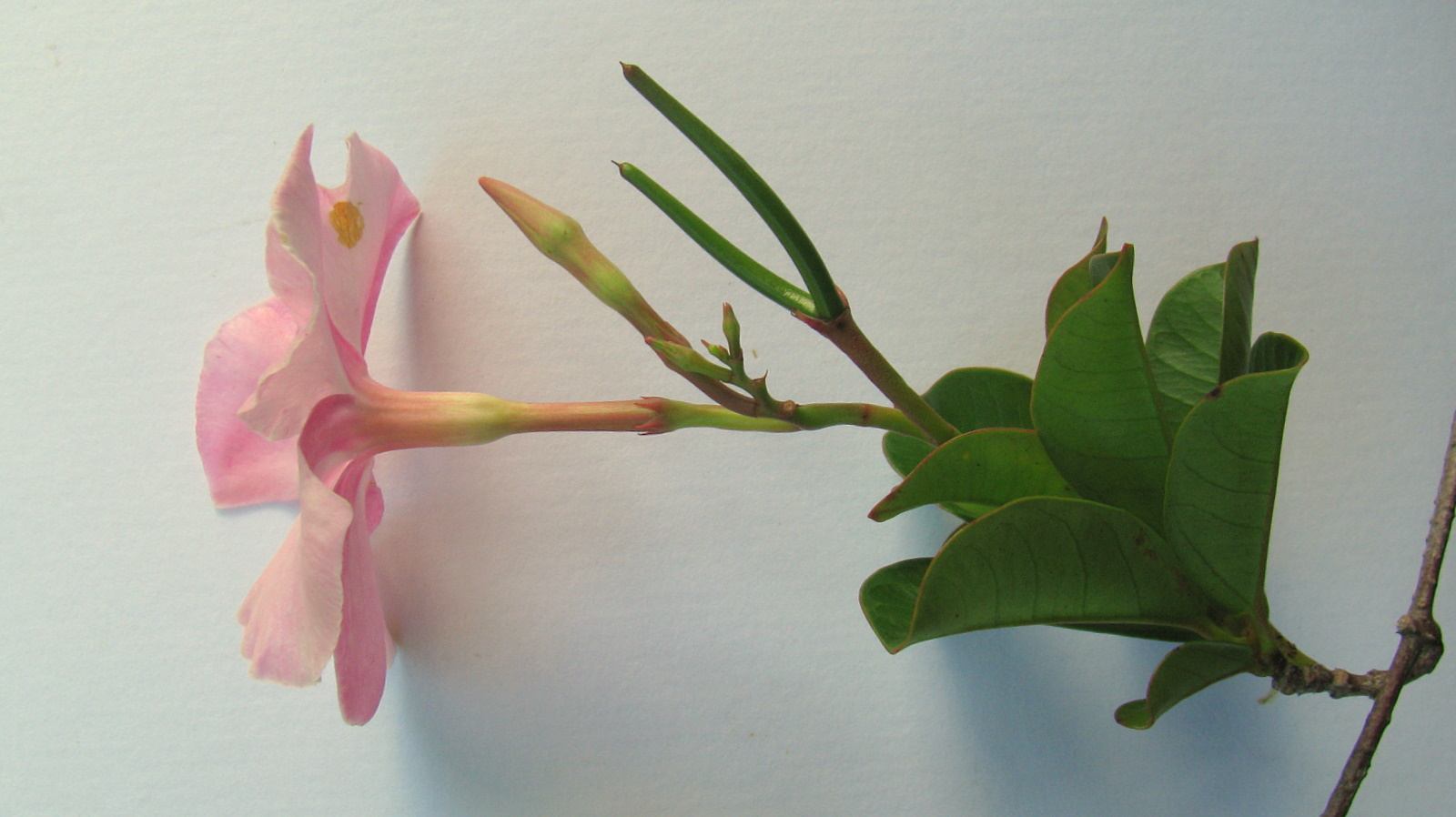